# Domoszany (przystanek kolejowy)
Domoszany (biał. Дамашаны, ros. Домашаны) – przystanek kolejowy pomiędzy miejscowościami Domoszany a Areszniki, w rejonie smolewickim, w obwodzie mińskim, na Białorusi. Leży na linii Moskwa - Mińsk - Brześć.